# Esporte Clube Boa Vontade
O Esporte Clube Boa Vontade é um clube brasileiro de futebol, da cidade de São Luís, no estado do Maranhão. 

## Títulos

### Estaduais
- Campeonato Maranhense de Futebol Feminino 2007 e 2008.
- Torneio da Integração: 2005.
- Vice Campeão Feminino Estadual 2016, 2017.

## Histórico em competições oficiais
- Campeonato Brasileiro Série C: 1995.
- Campeonato Maranhense: 1992, 1994, 1998 e 2004.
- Copa Nordeste de Futebol Feminino: 2018